# Uuna
uuna (ユウナ）は、日本の女性シンガーソングライター。沖縄県 嘉手納町出身。

## 来歴・人物
- 姉が2人、弟4人の7人兄弟の三女とし生まれる。中学生の頃、長女がバンドを組んでドラムをやっており、ライブを見に行ったときに衝撃を受けてミュージシャンになること決心。
- 中学校の同級生を誘って6名でバンドを組む、その時の担当はベース。高校に入学してすぐにスリーピースのガールズバンド「3Girls!（スリーガールズ）」を結成。
- 尊敬するアーティストは片平里菜とポルノグラフィティ。高校を中退し音楽活動に専念するが、当時組んでいたバンドもすぐに解散することになった。当時の先輩にすすめられた曲「片平里菜/女の子は泣かない」を聞いたことで感銘を受けて、ギターでの弾き語りのスタイルを模索するきっかけとなった。
- ゆな☆（ゆなほし）としてソロ活動を始める。当初は片平里菜やコレサワのカバーを行う。初めてのオリジナルソングは16歳のころに作った「偽り」という曲。
- ソロ活動している20歳の頃「突発性難聴」を診断される。1か月間病気療養したが体調が回復せず活動休止宣言。ひとりで活動することに限界を感じている時に、事務所のマネージャーから新しい音楽スタイルの活動提案を受ける。
- 2018年12月からuuna（ユウナ）として歌手活動を開始。
- 2019年04月に沖縄国際映画祭中城村CM曲「エスケープ」抜擢。
- 2019年3月に17LIVE配信を開始。
- 2019年5月に公式認証ライバーとして契約。その後、視聴された時間「世界1位」、コメントユーザー数「世界1位」（2019年12月時点）を記録している。
- 2019年08月に17 Music Festival 人気投票1位獲得
- 2019年9月にイナズマロックフェス2019 風神ステージ出演[1]。
- 2019年07月にJTA航空月間機内音楽「neon/雨宿り/イン・スパイダー」抜擢。
- 2019年11月にJTA航空月間機内音楽「テレカクシ」抜擢。
- 2019年12月にJTA航空月間機内音楽「テレカクシ」抜擢。
- 2019年12月に17ミュージック総選挙2位獲得。
- 2020年03月にJTA航空月間機内音楽「テレカクシ」抜擢。
- 2020年04月にJTA航空月間機内音楽「テレカクシ」抜擢。
- 2020年09月にJTA航空月間機内音楽「ふぅわーお,境界線,うたたね」抜擢。
- 2020年10月にJTA航空月間機内音楽「ふぅわーお,境界線,うたたね」抜擢。
- 2020年10月に名エンジニアNK SOUND TOKYO ニラジ氏とコラボ。
- 2020年12月に沖縄LOVEweb CD大賞2020 特別賞 受賞[2]。
- 2021年10月29日1st写真集

　「こんなはずじゃなかったのに」
　発売
- 2021年12月29日2nd写真集

　「TOKYO」発売
- 2022年1月29日3rd写真集

　「BOONA」発売
- 2022年2月9日4th写真集

　「ミトレテ(metorate)」発売
- 2022年3月9日4thNewアルバム

「スーパーヒーロー」発売
- 2022年4月15日Yoshiki×落合陽一 番組ゲスト出演
- 2022年7月にJTA(日本トランスオーシャン航空)機内音楽に抜擢。
- 音響機材には人一倍こだわりを持っており、プライベートスタジオにて配信・楽曲制作・レコーディングを行う。自らをYAMAHA信者ではあるがこの頃はSONYもお気に入り。
- ルパート・ニーブ氏を尊敬している
- 好きな海外アーティストはビリー・アイリッシュ
- SONYα7r3を愛用している
- 身長：154cm
- 血液型：O型

## ディスコグラフィ

### ミニ・アルバム
|         | 発売日         | タイトル      | 規格         | 収録曲 |
| ------- | -------------- | ------------- | ------------ | --- |
| 1stミニ | 2018年12月21日 | uuna          |              | |
| 1st     | 2019年2月1日   | NEXT RAIL     | CD・有料配信 | 全6曲 (CD限定 全8曲+ボーナストラック) ※印はCD限定トラック 1.neon 2.雨宿り 3.Introduction 4.黒猫エゴイズム 5.美月 6.偽り 7.雨宿り (Street ver)※ 8.美月 (Street ver)※                                                                                            |
| 2nd     | 2019年5月25日  | See You Again | CD・有料配信 | 全4曲 (CD限定 全12曲+ボーナストラック) ※印はCD限定トラック 1.テレカクシ 2.イン・スパイダー 3.エスケープ 4.Crack me 5.雨宿り (Live)※ 6.美月 (Live)※ 7.黒猫エゴイズム (Live)※ 8.MC※ 9.偽り (Live)※ 10.テレカクシ (Live)※ 11.neon (Live)※ 12.フレンズ (Live)※     |
| 3rd     | 2020年5月1日   | NaNa          | CD・有料配信 | 全10曲 (CD限定 全11曲+ボーナストラック) ※印はCD限定トラック 1.ふぅわーお 2.エスケープ (Remix) 3.境界線 4.まちが絵さがし 5.うたたね 6.わすれな草 7.フェアウィンド 8.黒猫エゴイズム (Remix) 9.テレカクシ -2020- 10.テレカクシ (Karaoke) 11.ふぅわーお (Karaoke)※ |
| 4th     | 2022年3月21日  | SUPER HERO    | CD           | 全12トラック 1.Super Hero 2.東京LOVER 3.こたえあわせ 4.テレカクシ2022 5.A 6.コンナハズジャナカッタノニ 7.Super Hero (Karaoke) 8.テレカクシ (Karaoke) 9.ボーナストラック 10.ねこねこね 11.フレンズ (弾き語り) 12.風の時代/宿なしユウナ                          |

### 配信シングル
| 発売日         | 曲名                                   | 規格     |
| -------------- | -------------------------------------- | -------- |
| 2020年12月15日 | 東京LOVER / コンナハズジャナカッタノニ | 有料配信 |
| 2021年         | A                                      | 無料配信 |
| 2021年         | こたえあわせ                           | 無料配信 |
| 2021年         | スーパーヒーロー                       | 無料配信 |

### ミュージックビデオ
| 曲名       | MVリンク                                    |
| ---------- | ------------------------------------------- |
| テレカクシ | https://www.youtube.com/watch?v=4xCJMXY9eJM |
| 境界線     | https://www.youtube.com/watch?v=9881S1eom2A |
| ふぅわーお | https://www.youtube.com/watch?v=EYjr8CcXHFQ |
| A          | https://www.youtube.com/watch?v=xlaR3NVl8oc |

## 主なライブ

### ワンマンライブ
- 2019年08月11日 – 第1回:東京ワンマンライブ
- 2019年09月23日 – 第2回:東京ワンマンライブ
- 2019年11月04日 – 第3回:東京ワンマンライブ
- 2020年01月26日 – 第4回:東京ワンマンライブ
- 2020年10月10日 – 第5回:東京ワンマンライブ
- 2021年11月20日 - 第6回:東京ワンマンライブ
- 2023年10月21日 – 第7回:東京ワンマンライブ
- 2023年10月22日-第8回:東京ワンマンライブ
- 2023年11月17日 – 第9回東京ワンマンライブ
- 2023年11月18日 – 第10回東京ワンマンライブ
- 2023年12月22日 – 第11回名古屋ワンマンライブ
- 2024年01月06日 – 第12回東京ワンマンライブ
- 2024年01月07日 – 第13回東京ワンマンライブ
- 2024年02月09日 – 第14回京都ワンマンライブ
- 2024年02月11日 – 第15回東京ワンマンライブ
- 2024年02月12日 – 第16回東京ワンマンライブ
- 2024年03月23日 – 第17回京都ワンマンライブ生誕祭
- 2024年06月28日 – 第18回東京ワンマンライブ
- 2024年07月03日 – 第19回京都ワンマンライブ

### イベント・FES
- 2019年01月26日 – KOZA RIOT/ミュージックタウン音市場
- 2019年03月16日 – 東村つつじ祭り
- 2019年05月03日 – 伊江島ゆり祭り
- 2019年05月05日 – 那覇ハーリー
- 2019年09月21日 – イナズマロックフェス2019 風神ステージ出演
- 2019年10月05日 – 沖縄恩納村花火大会
- 2019年11月23日 – CountDown Live in OKINAWA
- 2019年12月14日 – 首里城再建支援チャリティーライブ
- 2020年01月25日 – 17 Music Wave/in東京,渋谷Veats
- 2020年02月09日 – かでなGO!GO!フェス/かでな文化センター
- 2021年11月17日　- 17ライブリアルイベント 東京　リキッドルーム出演
- 2023年01月22日 – 沖縄/与那原 愛隣園体育館 猫チャリティーライブ
- 2023年08月19日 – 東京/赤羽サマーフェスタ
- 2024年06月30日 – 北海道野外フェス/白河ヨクバリナ祭

## 出演

### ラジオ
- 2019年01月01日 – FM沖縄 元旦生放送特番
- 2019年02月19日 – RBCiラジオ MUSIC SHOWER+[3]
- 2019年03月08日 – FMよみたん SNGDAZ
- 2019年03月21日 – FM沖縄ハッピーアイランド公開生放送[4]
- 2019年06月29日 – RBCiラジオ:サタデーマグネット[5]
- 2019年10月16日 – FM那覇:マッキーのドッカン！RADIO[6]
- 2020年07月03日 – NHK沖縄ラジオ[7]
- 2021年01月01日 – FM沖縄インフォミュージック
- 2021年12月16日 - 市川うららFM 305号室

### 新聞・雑誌
- 2019年02月19日 – 琉球新報インタビュー
- 2019年02月22日 – 沖縄タイムスインタビュー[8]
- 2019年04月01日 – おきなわ倶楽部 4月号インタビュー
- 2019年08月09日 – 琉球新報インタビュー[9]
- 2019年09月19日 – マハロな音楽インタビュー
- 2019年10月06日 – 沖縄タイムス:らくら密着取材
- 2020年03月31日 – オリオンびあぶれいく102号インタビュー
- 2020年06月30日 – おきなわ倶楽部 7月号 リリース情報
- 2020年07月14日 – 琉球新報インタビュー[10]
- 2020年07月16日 – マハロな音楽インタビュー[11]
- 2020年09月18日 – 沖縄音楽旅行/初ロングインタビュー[12]

### CM
- 2021年03月25日 – 東京/17LIVE広告CM撮影[13]